# 特里卡拉
特里卡拉（希臘語：Τρίκαλα）是希腊色萨利大区特里卡拉专区的市镇，为该专区的首府。市镇面积为607.59平方公里，2021年人口数量为78,605人。
相传该城是希腊神话中的医神阿斯克勒庇俄斯的出生地，拥有古希腊最早的圣殿。目前特里卡拉是色萨利大区西部重镇和农牧业中心。

## 行政
现今范围的市镇设立于2011年地方政府改革中，由原8个市镇合并而成，原市镇则成为此市镇的8个市区。特里卡拉市区（即原特里卡拉市镇）的面积为69.205平方公里，2021年人口数量为62,064人。

## 人口数据
| 年份 | 同名市区 | 整个市镇 |
| ---- | -------- | -------- |
| 1991 | 48,857   | 74,832   |
| 2001 | 54,605   | 78,817   |
| 2011 | 61,653   | 81,355   |
| 2021 | 62,064   | 78,605   |

## 友好城市
- 法國 塔朗斯